# Gethin Anthony
Gethin David L. Anthony (Stratford-upon-Avon, 9 de outubro de 1983) é um ator  britânico. Ele é mais conhecido por seu papel como Renly Baratheon na série de televisão da HBO Game of Thrones e de Charles Manson na série Aquarius.

## Filmes
| Ano  | Título                | Papel         |
| ---- | --------------------- | ------------- |
| 2006 | Pinochet's Last Stand | William Straw |
| 2008 | Beyond the Rave       | Noddy         |
| 2009 | Tempos de Tormenta    | 1º Piloto     |
| 2012 | Dreck                 | Herb          |
| 2014 | Copenhagen            | William       |

## Televisão
| Ano         | Título                | Papel                |
| ----------- | --------------------- | -------------------- |
| 2006        | Holby City            | Drew Kramer          |
| 2007        | Doctors               | 1º Piloto            |
| 2008        | 10 Days to War        | Ajudante do ministro |
| 2011 - 2012 | Game of Thrones       | Renly Baratheon      |
| 2014        | Call the Midwife      | George Saint         |
| 2015        | Aquarius              | Charles Manson       |
| 2020        | Manhunt: Deadly Games | Jack Brennan         |